# Badelejit
Badelejit je redek mineral cirkonijevega oksida (ZrO2 ali cirkon), ki se pojavlja v različnih monoklinih prizmatičnih kristalnih oblikah. Je prosojen, ima visok indeks lomljivosti in je rumene, zelene ali temnorjave barve. Badelejit je nepregoren mineral, s tališčem 2700 ° C. Hafnij je zamenljiva nečistoča in je lahko prisoten od 0,1 do nekaj procentov.

## Odkritje in pojav
Badelejit je bil prvič opisan leta 1892 v Ratnapura okrožju, Šri Lanka. Ime je dobil po Baddeley Josephu, ki je opisal pojave minerala na Šrilanki. Prav tako je bil opisan mineral iz Minas Gerais in Jacupiranga, São Paula, Brazilije, in različnih lokacij po vsem svetu.
Badelejit pogosto najdemo kot odkrušena zrna v produ. Njegov primarni pojav je v visoko temperaturnih žilah rude in kot dodatni mineral v vdorih sienita, diabaza, gabra, anorthosita, carbonatita, kimberlita in lamproita (magma vdira čez razpoke skal, ker se ohlaja počasi imajo kristali čas, da zrastejo). Prav tako je bil najden v tektitesu, meteoritih in lunarnem bazalutu. Povezani minerali vsebujejo ilmenite, zirkelite, apatite, magnetita, perovskite v rudniku Jacupiranga, Brazilij; in fluorita, nefelina, pyrochlore in allanite na Monte Somma, Italija.
Zaradi svoje nepregorne narave in stabilnosti v različnih pogojih, zrna Badelejita, skupaj z Cirkonom, uporabljajo za urano-svinčeve radiometrične določilnike starosti.